# Bikaner (distrikt)
Bikaner (hindi: बीकानेर)  er et distrikt i den indiske delstat Rajasthan. Distriktets hovedstad er Bikaner. 

## Demografi
Ved folketællingen i 2011 var der 2.367.745 indbyggere i distriktet, mod 1.674.271 i 2001. Den urbane befolkningen udgør 33,95 % af befolkningen.
Børn i alderen 0 til 6 år udgjorde 16,66 % i 2011 mod 19,51 % i 2001. Antallet af piger i den alder per tusinde drenge er 902 i 2011 mod 916 i 2001.